# RTP1
«RTP1» — португальский общественный телеканал общей тематики. Входит в RTP.

## История
Был самым первым телеканалом страны. Вещание начал 7 марта 1957 года, тогда назывался просто «RTP». А экспериментальные трансляции телеканала «RTP» начались 4 сентября 1956 года на бывшей территории Народной ярмарки в Лиссабоне.

## Вещание
По состоянию на 1996 год покрытие его составляло 95,1 % населения страны.